# Alfred Tischendorf

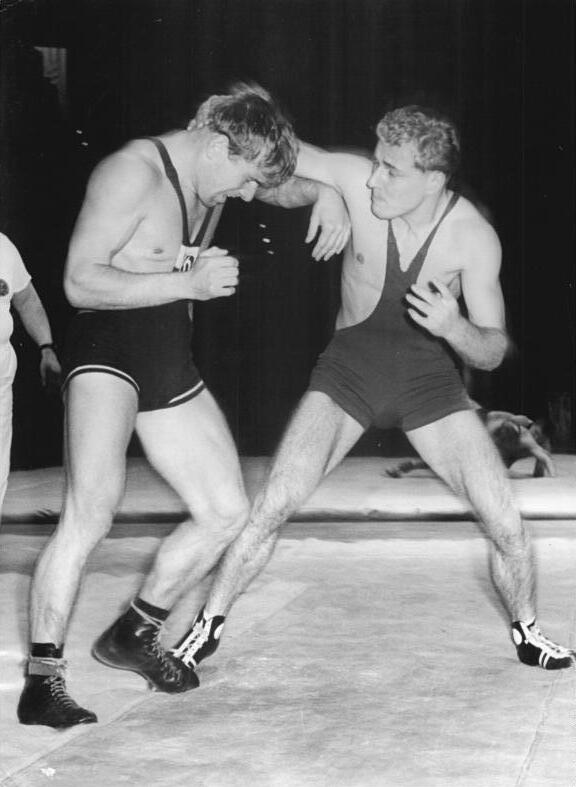
Tischendorf (rechts) besiegt im Oktober 1957 den Ostberliner Rübekeil

Alfred Tischendorf (* 26. November 1934 in Eisenberg) ist ein ehemaliger deutscher Ringer der DDR.

## Werdegang
Alfred Tischendorf begann im ostthüringischen Gera schon in früher Jugend mit dem Ringen. Viele hervorragende Ergebnisse bei den Kinder- und Jugendspartakiaden (-meisterschaften) zeugten von seinem großen Talent für diesen Sport. Seine nächste Station war die BSG Otto Schott Jena, ehe er auf Grund seiner guten Leistungen zum SC Motor Jena delegiert wurde. 1953 wurde der strohblonde junge Mann mit 19 Jahren DDR-Vizemeister im freien Stil in der Leichtgewichtsklasse. Dies war sein erster großer Erfolg bei den Senioren. Im Laufe der Jahre gewann er bis 1962 insgesamt sieben DDR-Meistertitel, vier im freien Stil und drei im griechisch-römischen Stil. Auch auf internationaler Ebene machte er bald durch gute Ergebnisse auf sich aufmerksam, so dass er 1956 für die gesamtdeutsche Olympiamannschaft für die Spiele in Melbourne nominiert wurde. In der DDR waren in jenen Jahren Siegfried Schäfer vom SC Motor Zella-Mehlis, Werner Rosowski und Martin Heinze vom SC Chemie Halle und Rudolf Vesper, vom ASK Vorwärts Rostock, der spätere Olympiasieger, seine härtesten Konkurrenten. Vereinzelt kam es damals auch noch zu Begegnungen mit Ringermannschaften aus der Bundesrepublik Deutschland. 1957 unterlag er dabei in einem Freundschaftskampf Jena gegen den ASV Hof dem Hofer Martin Merz nach Punkten. 
Bei den Olympischen Spielen 1956 in Melbourne belegte er den 9. Platz, nachdem er von den Weltklasseathleten Per Berlin aus Schweden und Wachtang Balawadse aus der Sowjetunion Niederlagen hatte einstecken müssen. In der Qualifikation für die gesamtdeutsche Mannschaft für die Olympischen Spiele 1960 in Rom scheiterte an Günther Maritschnigg aus Witten-Annen, der dann in Rom im Weltergewicht die Silbermedaille gewann. Er scheiterte also an keinem schlechten Mann. Hervorragend schnitt Alfred Tischendorf bei den Weltmeisterschaften 1961 in Yokohama ab. Er belegte in beiden Stilarten jeweils den vierten Platz und hätte mit etwas mehr Glück auch eine WM-Medaille gewinnen können.
Alfred Tischendorf war Maschinenschlosser von Beruf und trat 1963 vom internationalen Wettkampfsport zurück.

## Internationale Erfolge
(OS = Olympische Spiele, WM = Weltmeisterschaft, GR = griechisch-römischer Stil, F = Freistil, We = Weltergewicht, damals bis 73 kg Körpergewicht)
- 1955, 2. Platz, Weltjugend-Festspiele in Warschau, GR, We, hinter Grigori Gamarnik, UdSSR und vor Marin Belușica, Rumänien;
- 1956, 9. Platz, OS in Melbourne, F, We, mit Sieg über Mohamed Latif, Pakistan und Niederlagen gegen Per Berlin, Schweden und Wachtang Balawadse, UdSSR;
- 1957, 2. Platz, Turnier in Jena, F, We, hinter Gyula Toth, Ungarn und vor Rolf Rook, DDR;
- 1958, 1. Platz, „Werner-Seelenbinder“-Turnier in Leipzig, GR, We, vor Siegfried Schäfer, DDR und Traczewski, Polen;
- 1961, 4. Platz, WM in Yokohama, Gr, We, mit Siegen über Mohammad Arabi, Iran, Mohmoud Ibrahim, Ägypten und Jaan Roots, UdSSR und einer Niederlage gegen Valeriu Bularca, Rumänien;
- 1961, 4. Platz, WM in Yokohama, F, We, mit Sieg über J. Frost, Neuseeland und Niederlagen gegen Michail Bekmursow, UdSSR und Imam-Ali Habibi, Iran

## DDR-Meisterschaften
- 1953, 2. Platz, F, Le, hinter Heinz Becker, Rotation Greiz und vor Heinrich Keil, Dresden,
- 1955, 1. Platz, F, We,
- 1956, 1. Platz, F, We,
- 1957, 1. Platz, F, We,
- 1958, 2. Platz, GR, We, hinter Siegfried Schäfer, SC Motor Zella-Mehlis und vor Galdeczka, Gelenau/Erzgeb.,
- 1959, 1. Platz, GR, We, vor Schäfer und Rudolf Vesper, ASK Vorwärts Rostock,
- 1961, 1. Platz, GR, We, vor H. Weinhold, ASK Vorwärts Rostock und Martin Heinze, SC Chemie Halle,
- 1962, 1. Platz, F, We, vor Münich, und Sadowsky, beide Wismut Aue,
- 1962, 1. Platz, GR, We, vor Zinllgitt, SC Lokomotive Leipzig und Münich,
- 1963, 2. Platz, F, We, hinter Jürgen Wiechmann, SC Leipzig und vor Heinze